# Repetidora Cookson
A repetidora Cookson (também conhecida como Cookson gun), foi uma arma de repetição por retrocarga e ação de alavanca criada por John Cookson por volta de 1680.

## Visão geral
A repetidora Cookson é um dos muitos designs semelhantes que apareceram no cenário mundial a partir do século XVII. O Victoria and Albert Museum em Londres tem uma "Cookson Gun", datada de 1690. De acordo com o museu, John Cookson fez várias armas de repetição com base neste sistema. Ele marcou uma de suas armas com a inscrição "Fecit Londini", o que sugere que ele era um fabricante londrino.
Um outro John Cookson (ou o mesmo, há controvérsias), que também era fabricante de armas, é conhecido por ter trabalhado na América. Ele foi registrado em Boston, Massachusetts, entre 1701 e 1762. Em 1756, ele anunciou uma arma de repetição disparando nove tiros no jornal local, o Boston Gazette. É provável que fosse parente do John Cookson que trabalhava em Londres.

## Origem e variantes
O mecanismo no coração da repetidora Cookson data de 1680 e era originalmente conhecido na Europa como "Sistema Lorenzoni", em homenagem ao armeiro italiano Michele Lorenzoni de Florença. As armas longas que utilizam este sistema foram produzidas em outras nações europeias e nos Estados Unidos até cerca de 1849.
Em 1750, John Shaw, outro armeiro inglês também deslocado para Boston, produziu uma série de mosquetes geralmente conhecidos como "John Shaw’s Cookson Volitional Repeaters". Shaw produziu vários modelos da repetidora Cookson. Ao tentar exibir a resistência da arma à chuva, Shaw estava demonstrando um de seus modelos durante uma tempestade. Depois de disparar alguns tiros bem-sucedidos causando admiração na platéia, Shaw foi atingido por um raio e morreu instantaneamente.

## Funcionamento
O sistema Cookson apresenta um tambor giratório de duas câmaras montado horizontalmente. O carregamento era realizado baixando uma alavanca que estava montada no lado esquerdo da arma. Isso fazia com que as câmaras se alinhassem com dois carregadores contidos na coronha e permitia que uma bala de chumbo calibre .55" e uma carga de pólvora de 60 grãos caíssem em suas respectivas câmaras. Quando a alavanca voltava à sua posição original, a bala caia na câmara e a carga de pólvora se alinhava atrás dela. Ao mesmo tempo, o cão era engatilhado, a caçoleta carregada e a "chapa de fricção" baixada. Depois de disparar a arma, o processo poderia ser repetido até que os dois carregadores, com suas capacidades de sete tiros, estivessem vazios. Enquanto a maioria dessas armas usava a gravidade para alimentar as balas no tambor, um espécime, do museu de Paris, usou uma mola para forçá-las a entrar. Embora outros rifles de carregamento pela culatra tenham sido introduzidos nos anos posteriores, as armas longas do tipo Cookson eram únicas em sua capacidade de disparar vários tiros sem recarregar. Até o século XIX, o único mecanismo que disparava mais rápido era o da repetidora Kalthoff, mais delicado e caro.
No entanto, ao contrário do Kalthoff, o sistema Cookson tinha uma falha perigosa em que a chama poderia vazar da câmara de tiro para o estojo de pólvora, fazendo a arma explodir com alto risco para o usuário. Muitos dos espécimes sobreviventes possuem coronhas estilhaçadas por tais acidentes.